# McLaren MP4/12
El McLaren MP4/12 fue el coche de Fórmula 1 con el que el equipo McLaren compitió en la temporada 1997 de Fórmula 1. El chasis fue diseñado por Steve Nichols, Neil Oatley y Henri Durand, y Mario Illien diseñó el motor Ilmor a medida. Lo conducían Mika Häkkinen y David Coulthard.

## Antecedentes y diseño

### Resumen
Externamente, el coche era una evolución más estilizada y refinada del MP4/11 del año anterior, con motores suministrados por Mercedes-Benz por tercer año de la alianza anglo-alemana. Las pruebas se llevaron a cabo con los coches pintados en el tradicional naranja de McLaren, antes de que se lanzara una nueva y llamativa decoración plateada para celebrar el nuevo acuerdo de patrocinio del equipo con West, reemplazando el rojo y blanco de Marlboro que el equipo había usado desde 1974.

### 'Sistema de dirección y freno'
Durante la temporada, el fotógrafo de F1 Racing, Darren Heath, notó que los frenos traseros de los McLaren brillaban en rojo en una zona de aceleración de la pista. La revista descubrió a través de fotografías del interior del habitáculo, que McLaren había instalado un segundo pedal de freno, seleccionable por el conductor para actuar sobre una de las ruedas traseras. Esto permitió al conductor eliminar el subviraje y reducir el patinaje de las ruedas al salir de curvas lentas, lo que se denomina "dirección de freno". Las protestas de Ferrari ante la FIA llevaron a que el sistema fuera prohibido la temporada siguiente en el Gran Premio de Brasil de 1998.
Más tarde, McLaren diseñó un automóvil de carretera que compartía una designación similar al MP4/12: el McLaren MP4-12C, que también presentaba el sistema de "dirección de freno".

## Historia
El coche resultó muy prometedor y podría haber ganado al menos siete carreras a lo largo de la temporada, pero la fiabilidad resultó problemática, en particular la del motor. El motor FO110E fue reemplazado por el motor FO110F del Gran Premio de Francia, pero el problema ocurría con frecuencia en cualquiera de los dos motores. Esto resultó frustrante, especialmente después de que Coulthard ganara la primera carrera de la temporada en Australia, la primera victoria de McLaren desde que perdió a Ayrton Senna y también la primera victoria de Mercedes en F1 desde el Gran Premio de Italia de 1955. La situación se vio agravada por el abandono de Häkkinen en tres carreras más mientras estaba en cabeza, todas por fallos de motor, incluso en Nürburgring, donde el equipo perdió un cómodo doblete cuando ambos coches se retiraron con fallos idénticos con una vuelta de diferencia. Coulthard también perdió una victoria segura: en Montreal, con un problema en el embrague después de una parada en boxes de precaución apenas unas vueltas antes de que terminara prematuramente la carrera. Sin embargo, Coulthard logró volver a ganar en Monza.
El equipo finalmente reclamó la recompensa de un doblete en la final de temporada después de la colisión entre Michael Schumacher y Jacques Villeneuve, aunque fue un final polémico y muchos asintieron con la cabeza al hecho de que Patrick Head de Williams y Ron Dennis de McLaren estaban negociando. donde Villeneuve cedería el liderato si los McLaren se aseguraran de mantenerse alejados del problemático Williams. Independientemente, esta fue la primera victoria de Häkkinen en la F1 y fue muy celebrada por el mundo de la F1, que había estado preparándolo para ganar desde que superó por primera vez a Senna en Portugal 1993. La victoria le preparó una buena base para comenzar su campaña de 1998. que pudo ganar después de una batalla de una temporada con Michael Schumacher.
El equipo finalmente terminó cuarto en el Campeonato de Constructores, con 63 puntos.
McLaren utilizó logotipos "West", excepto en los Grandes Premios de Francia, Gran Bretaña y Alemania.

## Resultados
(Clave) (negrita indica pole position) (cursiva indica vuelta rápida)

| Año     | Motor        | Neu. | N.º | Pilotos         | 1   | 2   | 3   | 4   | 5   | 6   | 7   | 8   | 9   | 10  | 11  | 12  | 13  | 14  | 15  | 16  | 17  | Puntos | Pos. |
| ------- | ------------ | ---- | --- | --------------- | --- | --- | --- | --- | --- | --- | --- | --- | --- | --- | --- | --- | --- | --- | --- | --- | --- | ------ | ---- |
| 1997    | Mercedes V10 | G    |     |                 | AUS | BRA | ARG | SMR | MON | ESP | CAN | FRA | GBR | GER | HUN | BEL | ITA | AUT | LUX | JPN | EUR | 63     | 4.º  |
| 1997    | Mercedes V10 | G    | 9   | Mika Häkkinen   | 3   | 4   | 5   | 6   | Ret | 7   | Ret | Ret | Ret | 3   | Ret | DSQ | 9   | Ret | Ret | 4   | 1   | 63     | 4.º  |
| 1997    | Mercedes V10 | G    | 10  | David Coulthard | 1   | 10  | Ret | Ret | Ret | 6   | 7   | 7   | 4   | Ret | Ret | Ret | 1   | 2   | Ret | 10  | 2   | 63     | 4.º  |
| Fuente: |              |      |     |                 |     |     |     |     |     |     |     |     |     |     |     |     |     |     |     |     |     |        |      |